# (4362) Carlisle
(4362) ist ein Hauptgürtelasteroid, der am 1. August 1978 am Perth-Observatorium entdeckt wurde.
Der Asteroid wurde nach Albert John Carlisle, der in der Nullarbor-Ebene mehr als 9000 Meteoriten entdeckte, benannt.